# Бушбаум, Балиан
Балиан Бушбаум (нем. Balian Buschbaum), урожд. Ивонна Бушбаум (нем. Yvonne Buschbaum; род. 14 июля 1980 года) — немецкий тренер, до совершения трансгендерного перехода выступавший за национальную женскую сборную в прыжках с шестом.
Личный рекорд Бушбаума, составляющий 4,70 метра, достигнут в июне 2003 года в Ульме. Лучшие достижения в соревнованиях: два третьих места на Чемпионате Европы по лёгкой атлетике 1998 и 2002 года, второе место на Чемпионате Европы по лёгкой атлетике в помещении 2002 года и шестое место на Олимпийских играх в Сиднее.
21 ноября 2007 года Бушбаум объявил о своём уходе из спорта из-за травмы ахиллова сухожилия и желания начать трансгендерный переход. Он начал гормональную терапию и в 2008 году сменил имя на Балиан, взятое у героя фильма «Царство небесное» Балиана Ибелина.
В 2010 году Бушбаум выпустил автобиографию «Blaue Augen bleiben blau. Mein Leben». До 2013 года работал тренером по прыжкам с шестом в Майнце.